# Effelder-Rauenstein
Effelder-Rauenstein was een gemeente in de Duitse deelstaat Thüringen, die op 1 januari 2012 samen met Mengersgereuth-Hämmern fuseerde tot de nieuwe gemeente Frankenblick.